# Rossared
Rossared är en herrgård och tidigare säteri i Fjärås socken, Kungsbacka kommun, Halland. Den ligger vid Stensjö, öster om Kungsbacka centralort. 

## Historia
Rossared är omnämnt sedan 1351, ägt av den mäktiga släkten Pik. Den första ägaren Ebbe Pik är känd 1351-1382, då hans änka Margareta Petersdotter gifte om sig med riddaren Abraham Brodersson. Petersdotters son Bengt Pik var nästa ägare. Karl Bengtsson i Vinstorp tillskiftades Rossared 1489. 1494 ägdes Rossared av Anna Karlsdotter (Vinstorpaätten), som var gift sig innan med Erik Karlsson (Vasa) och i sitt andra gifte med Erik Eriksson (Gyllenstierna) d.y.. Han var kommendant för Älvsborg och kapitulerade för danskarna 1502, vilket resulterade i att han blev dödad. Deras barnbarn Margareta var ägare mellan 1550 och 1600. 1601 tillföll Rossared den tyske adelsmannen Tönnes Citzwitz, via hans fru Bereta Henriksdatter Urup. Från 1628 ägdes godset av sonen Mathias och från 1669 av dottern Carin. 
1674 såldes Rossared till landsdomaren Peter Durell. Överstelöjtnant Daniel Ramfelt blev ägare 1681, men vräktes 1690 och Rossared tillföll kronan. Kronan pantsatte godset som löstes in av C G Witting. 1740 kom Fredrik Kristoffer Ramfelt i besittning av Rossared och hans dotterdotters man, Carl Gustaf Borsteij, sålde gården till Abraham Renstierna. Handlaren Samuel Bruse i Göteborg kom i besittning av gården till sin död 1809 då dottern Elisabeth Katharina och hennes man Samuel Brag blev ägare. Grosshandlare Carl Fredrik Kjellberg köpte godset 1830.
Huvudbyggnaden fick sitt nuvarande utseende 1918 efter att ägaren skeppsredare Lars Gösta Dalman gett göteborgsarkitekten Arvid Bjerke i uppdrag att utforma ritningarna för en ombyggnad. Bjerke gestaltade huvudbyggnaden i en sparsmakad Nordisk klassicism som restes på stommen i den gamla huvudbyggnaden från 1884. Runt byggnaden projekterades även terrassanläggningarna.
Efter att godset köpts av den rike industrimagnaten Gustaf Werner, som donerade det 1940 till Hallands läns hushållningssällskap. Hushållningssällskapet i Halland sålde 1995 egendomen till Volvo som idag använder byggnaden till konferensverksamhet och representation. Hushållningssällskapet arrenderar själva jordbruket.

### Fotnoter
1. ↑  Svenskt Diplomatariums huvudkartotek över medeltidsbreven, SDHK-nr: 6092
2. ↑  Svenskt Diplomatariums huvudkartotek över medeltidsbreven, SDHK-nr: 16833
3. ↑  Svenskt Diplomatariums huvudkartotek över medeltidsbreven, SDHK-nr: 32305